# Tomislav Zanoški
Tomislav "Tom" Zanoški, född 3 mars 1984 i Zagreb, är en kroatienfödd kanadensisk professionell ishockeyspelare som spelar för HDD Olimpija Ljubljana i Österrikiska ishockeyligan.
Zanoški är född i Kroatien, men emigrerade till Kanada och växte upp i Brampton i Ontario. Han började sin juniorkarriär i Ontario Junior A Hockey League med Vaughan Vipers 2001. 
Zanoški spelade för Owen Sound Attack i Ontario Hockey League (OHL) mellan 2001 och 2003, under den sista säsongen gick laget till slutspel. Han skickades till Mississauga IceDogs i samma liga under säsongen 2003/2004 och spelade med dem fram till 2005. Med IceDogs gick Zanoški till slutspel under säsongerna 2003/2004 och 2004/2005.
År 2005 skrev Zanoški in sig vid Dalhousie University där han studerade fram till mitten på säsongen 2007/2008, då han skrev på sitt första proffskontrakt; en try-out med Stockton Thunder i ECHL, med vilka han spelade 42 matcher och fyra slutspelsmatcher.
Zanoški inledde den efterföljande säsongen 2008/2009 i Thunder, men blev efter tre matcher utlånad till Dayton Bombers för tre matcher. Han blev sedan trejdad till Gwinnett Gladiators, där han stannade resten av ECHL-säsongen och spelade för dem i slutspelet. Den 19 juni 2009 förlängde Zanoški sitt kontrakt med Gladiatiors för att gälla ytterligare ett år.
Under säsongen 2009/2010 förbättrade Zanoški sin poängproduktion i laget och blev utnämnd som andra spelare i ECHL:s "veckans spelare". Poängsnittet landade på över en poäng per match med 47 poäng på 42 matcher. Zanoški gjorde under säsongen sin debut i American Hockey League, efter att ha förekommit som lån till fem olika lag. Den 15 december 2009 fick han ett tryout-kontrakt med Binghamton Senators, men släpptes fem dagar senare. Efter en kortare tid i Albany River Rats från den 15 januari skrev han den 21 januari på för Lake Erie Monsters, med vilka han gjorde sina två första AHL-mål efter nio matcher med laget. Zanoški avslutade sedan säsongen med en sejour vardera i Toronto Marlies och Syracuse Crunch.
Den 2 juli 2010 behölls Zanoškis ECHL-rättigheter v Gladiators för säsongen 2010/2011. Efter att ha gjort intryck under sin korta sejour i Lake Erie i AHL föregående säsong skrevs ett säsongslångt kontrakt med AHL-klubben istället. Efter att ha gjort sex poäng på 21 matcher med Monsters skrickades Zanoški åter till Gladitors på lån. Den 26 januari 2011 släpptes han från sitt kontrakt med Lake Erie och återvände tillfälligt till Gwinnett innan Zanoški den 31 januari 2011 skrev på ett ettårskontrakt med EHC Freiburg i DEL2, den tyska andraligan.
Som free agent vid säsongens slut skrev Zanoški den 2 juni 2011 ett kontrakt med KHL Medveščak, för att återvända till sin födelseort. Under säsongen 2012/2013 säsongen, sin andra i Zagreb, släpptes Zanoški och gick den 13 december 2012 till den österrikiske EBEL-kollegan EC KAC.
Efter drygt två säsonger i Europa återvände Zanoški till Nordamerika när han den 27 september 2013 skrev på ett tryout-kontrakt med Toronto Marlies. Zanoški lyckades inte spela till sig en plats i laget och släpptes två dagar senare, den 29 september 2013. Som free agent skrev Zanoški den 26 november istället på för ECHL-klubben Evansville Icemen. Det blev dock bara 19 matcher i Evansville innan Zanoški återvände till Europa och EBEL-laget EHC Black Wings Linz. Även sejouren i Linz blev kortvarig; den 6 februari 2014 lämnade Zanoški klubben efter sex matcher och anslöt till IF Troja-Ljungby i Hockeyallsvenskan.